# Piercarlo Ghinzani
Piercarlo Ghinzani, né le 16 janvier 1952 à Riviera d'Adda, dans la province de Bergame en Lombardie, est un ancien pilote automobile italien. Il a notamment participé à 111 Grands Prix de Formule 1 entre 1981 et 1989.

## Biographie
Révélé par son titre de champion d'Europe de Formule 3 en 1977, Ghinzani accède à la Formule 1 en 1981, au sein de la modeste écurie italienne Osella avec laquelle il restera jusqu'en 1986, exception faite d'un passage chez Toleman lors de la deuxième moitié de saison 1985. Compte tenu de la faiblesse de sa monture, Ghinzani ne parvient que très rarement à s'extirper du fond de grille et à franchir la ligne d'arrivée en position utile. 
Ghinzani est victime d'un grave accident lors du tour de chauffe du Grand Prix d'Afrique du Sud 1984 où, sortie violemment de la piste, sa voiture s'embrase tandis qu'un commissaire de piste l'extrait du brasier. 
Au Grand Prix de Dallas 1984, il met à profit l'hécatombe des favoris pour terminer en cinquième position et marquer les deux seuls points de sa carrière en Formule 1. 
En 1987, à la faveur d'un accord avec Alfa Romeo (motoriste d'Osella de 1983 à 1985), il rejoint l'écurie française Ligier avec des ambitions à la hausse mais la brutale séparation entre Alfa et Ligier quelques semaines avant le début de la saison (Alfa qui venait d'être racheté par Fiat, par ailleurs propriétaire de la Scuderia Ferrari, prétexta des déclarations maladroites dans la presse de René Arnoux, l'autre pilote Ligier, pour dénoncer le contrat et quitter la Formule 1) plonge Ligier dans la crise et Ghinzani se retrouve embarqué dans une nouvelle saison difficile. Après un passage chez Zakspeed en 1988, Ghinzani retrouve Osella en 1989 avec un bilan catastrophique de 13 non-préqualifications en 16 courses, ce qui l'incite, à 37 ans, à mettre un terme à sa carrière. 
Propriétaire d'une écurie de Formule 3 qui dispute le championnat Euroseries, Ghinzani a également dirigé l'équipe italienne de A1 Grand Prix.

## Résultats en championnat du monde de Formule 1
| Saison | Écurie                   | Châssis     | Moteur                     | Pneus    | GP disputés | Points inscrits | Classement |
| ------ | ------------------------ | ----------- | -------------------------- | -------- | ----------- | --------------- | ---------- |
| 1981   | Osella Squadra Corse     | FA1B        | Cosworth V8                | Michelin | 1           | 0               | n.c.       |
| 1983   | Osella Squadra Corse     | FA1D FA1E   | Cosworth V8 Alfa Romeo V12 | Michelin | 7           | 0               | n.c.       |
| 1984   | Osella Squadra Corse     | FA1F        | Alfa Romeo V8 turbo        | Pirelli  | 14          | 2               | 19e        |
| 1985   | Toleman Group Motorsport | TG185       | Hart 4 en ligne turbo      | Pirelli  | 14          | 0               | n.c.       |
| 1986   | Osella Squadra Corse     | FA1G FA1H   | Alfa Romeo V8 turbo        | Pirelli  | 15          | 0               | n.c.       |
| 1987   | Ligier Loto              | JS29B JS29C | Megatron 4 en ligne turbo  | Goodyear | 14          | 0               | n.c.       |
| 1988   | West Zakspeed Racing     | 881         | Zakspeed 4 en ligne turbo  | Goodyear | 8           | 0               | n.c.       |
| 1989   | Osella Squadra Corse     | FA1M        | Cosworth V8                | Pirelli  | 3           | 0               | n.c.       |

## Résultats aux 24 heures du Mans
| Années | Écuries        | Châssis                | Coéquipiers                          | Résultats |
| ------ | -------------- | ---------------------- | ------------------------------------ | --------- |
| 1980   | Lancia Corse   | Lancia Beta            | Gianfranco Brancatelli/Markku Alén   | Abandon   |
| 1981   | Martini Racing | Lancia Beta Montecarlo | Hans Heyer/Riccardo Patrese          | Abandon   |
| 1982   | Martini Racing | Lancia GR 6            | Riccardo Patrese/Hans Heyer          | Abandon   |
| 1983   | Martini Racing | Lancia LC2/83          | Michele Alboreto/Hans Heyer/Teo Fabi | Abandon   |